# Proyección ortogonal
En geometría euclidiana, la proyección ortogonal es aquella cuyas rectas proyectantes auxiliares son perpendiculares al plano de proyección (o a la recta de proyección), estableciéndose una relación entre todos los puntos del elemento proyectante con los proyectados.
En el plano, la proyección ortogonal es aquella cuyas líneas proyectantes auxiliares son perpendiculares a la recta de proyección L.
Así, dado un segmento AB, bastará proyectar los puntos "extremos" del segmento –mediante líneas proyectantes auxiliares perpendiculares a L–, para determinar la proyección sobre la recta L. 
Una aplicación de proyecciones ortogonales son los teoremas de las relaciones métricas en el triángulo mediante las cuales se puede calcular la dimensión de los lados de un triángulo.
El concepto de proyección ortogonal se generaliza a espacios euclidianos de dimensión arbitraria, inclusive de dimensión infinita. Esta generalización tiene un papel importante en muchas ramas de matemática y física.

## Casos de proyección ortogonal en el plano
Proyección ortogonal de un punto
- La proyección ortogonal de un punto P en una recta L es A que se obtiene trazando una línea auxiliar perpendicular a L desde el punto A tal que esta línea pase por P. Lógicamente, si el punto p pertenece a la recta L, coinciden: P = A .

Proyección ortogonal de un segmento
- Caso general: si el segmento dado AB no es paralelo a la recta L, la proyección ortogonal es un segmento PQ que se obtiene trazando líneas perpendiculares a X desde los puntos extremos de AB. La magnitud de la proyección siempre es menor que la del segmento dado.

- Si el segmento PQ y la recta L son paralelos, la proyección será: AB = PQ, que se obtiene de forma análoga.

- Si el segmento AB tiene un punto común con la recta L, la proyección se obtiene de modo similar.

- Si el segmento AB corta a la recta L, la proyección se obtiene de forma análoga.